# Centyrz
Centyrz – polana w Gorcach. Położona jest na południowych zboczach Wyżniej, mniej więcej w połowie wysokości jej zboczy opadających do doliny Łopuszanki. Otoczona jest z wszystkich stron lasem i znajduje się poza szlakami turystycznymi. Dawniej była użytkowana; koszona i wypasana. Jest dobrze widoczna z niebieskiego szlaku turystycznego prowadzącego z Łopusznej przez Zarębek Wyżni i Bukowinę Waksmundzką na Turbacz. Na polanie zachowały się zabudowania. Tworzą one oryginalny, rzadko spotykany w Gorcach pasmowy układ wzdłuż gruntowej drogi wiodącej środkiem polany. Polana znajduje się poza obszarem Gorczańskiego Parku Narodowego i stanowi własność prywatną. Szałasy i inne zabudowania przerabiane są przez ich właścicieli na domki letniskowe.
Cenrtyrz położony jest na wysokości 904–965 m n.p.m. i należy do wsi Łopuszna w gminie Nowy Targ, powiecie nowotarskim w województwie małopolskim.
Według legendy nazwa polany pochodzi od tego, że znajdował się na niej w bardzo dawnych czasach cmentarz z okresu jakiejś epidemii, których wiele przetoczyło się przez Podhale, lub wielkiej wojny. Z polaną związana jest jeszcze inna legenda. Według niej spod wielkiego pniaka znajdującego się na polanie wychodził pokutujący mnich, który uciekł z klasztoru i został zabity przez zbójników. Początkowo był tak mały, że mieścił się w otworze pod pniakiem, ale gdy stanął, powiększał się tak, że stawał się większy od najroślejszych chłopów. Ukazywał się w różnej postaci, najczęściej jednak w kapturze mnisim i białym płaszczu, czasami jednak widywano go przebranego za kobietę-szlachciankę. Wystarczyło o nim mówić, by się pojawił, znikał zaś w wodzie. Nie mówił do ludzi i nic złego im nie czynił, przerażał jednak swoim pojawieniem się. Pewnego razu przestraszony jego pojawieniem człowiek krzyknął – Wszelki Duch Pana Boga Chwali, na co mnich odpowiedział: I ja Go chwalę. Od tej pory nie pojawiał się więcej.